# Уйрек
Уйре́к (каз. Үйрек) — село у складі Казалінського району Кизилординської області Казахстану. Входить до складу Карашенгельського сільського округу.
У радянські часи село називалось Ірок.
Населення — 77 осіб (2021; 144 у 2009, 68 у 1999).